# Папоротниковидные
Папоротникови́дные, или па́поротники (лат. Polypodióphyta), — отдел сосудистых растений, в который входят как современные папоротники, так и одни из древнейших высших растений, появившихся около 405 млн лет назад в девонском периоде палеозойской эры. Гигантские растения из группы древовидных папоротников во многом определяли облик планеты в конце палеозойской — начале мезозойской эры.
Современные папоротники — одни из немногих древнейших растений, сохранивших значительное разнообразие, сопоставимое с тем, что было в прошлом. Папоротники сильно различаются по размерам, жизненным формам, жизненным циклам, особенностям строения и другим особенностям. Внешний облик их настолько выделяется среди всех растений, что люди обычно называют все их одинаково — «папоротники» —, не подозревая, что это большая группа сосудистых растений: существует 48 семейств, 587 родов и 10 620 видов папоротниковидных. 
Разнообразие форм листьев, удивительная экологическая пластичность, устойчивость к переувлажнению, громадное количество производимых спор обусловили широкое распространение папоротников по земному шару. Папоротники встречаются в лесах — в нижнем и верхнем ярусах, на ветвях и стволах крупных деревьев — как эпифиты, в расщелинах скал, на болотах, в реках и озёрах, на стенах городских домов, на сельскохозяйственных землях как сорняки, по обочинам дорог. Папоротники растут повсеместно, хотя и не всегда привлекают внимание. Самое большое их разнообразие — там, где тепло и сыро: в тропиках и субтропиках.
У папоротников ещё нет настоящих листьев в биологическом понимании, только в зачаточном состоянии. То, что у папоротника напоминает лист — вовсе не лист, а целая система ветвей по своей природе, расположенных в одной плоскости. Это называется «плосковеткой», или «вайей», или, ещё одно название, — «предпобегом». Несмотря на отсутствие листа, у папоротников есть листовая пластинка, что объясняется просто: их плосковетки, предпобеги претерпели уплощение, в результате которого появилась пластинка будущего листа, почти не отличимая от такой же пластинки настоящего листа, однако папоротники эволюционно ещё не успели разделить свои вайи на стебель и лист. Глядя на вайю, трудно понять, на каком уровне ветвления заканчивается «стебель» и где начинается «лист», но листовая пластинка уже есть. Не появились лишь те контуры, в пределах которых листовые пластинки объединились так, что их можно было бы назвать листом. Первыми растениями, сделавшими этот шаг, являются голосеменные[страница не указана 1738 дней][страница не указана 1738 дней].
Папоротники размножаются спорами и вегетативно (вайями, корневищами, почками, афлебиями и так далее). Кроме этого, для папоротников характерно и половое размножение как часть их жизненного цикла.

## Название
Русское слово «папоротник» содержит в себе индоевропейский по происхождению корень; оно было образовано от слова «пороть, папороть», содержащего в себе тот же корень, что и слова «перо» и «парить». Такое названию было дано растению за сходство его листьев с перьями. Когнаты этому слову встречаются в других славянских языках: пол. paproć, сербохорват. папрат, paprat, болг. папрат и др. Со словами «перо» и «крыло» связано также, например, немецкое название растения — Farn. 

## Строение

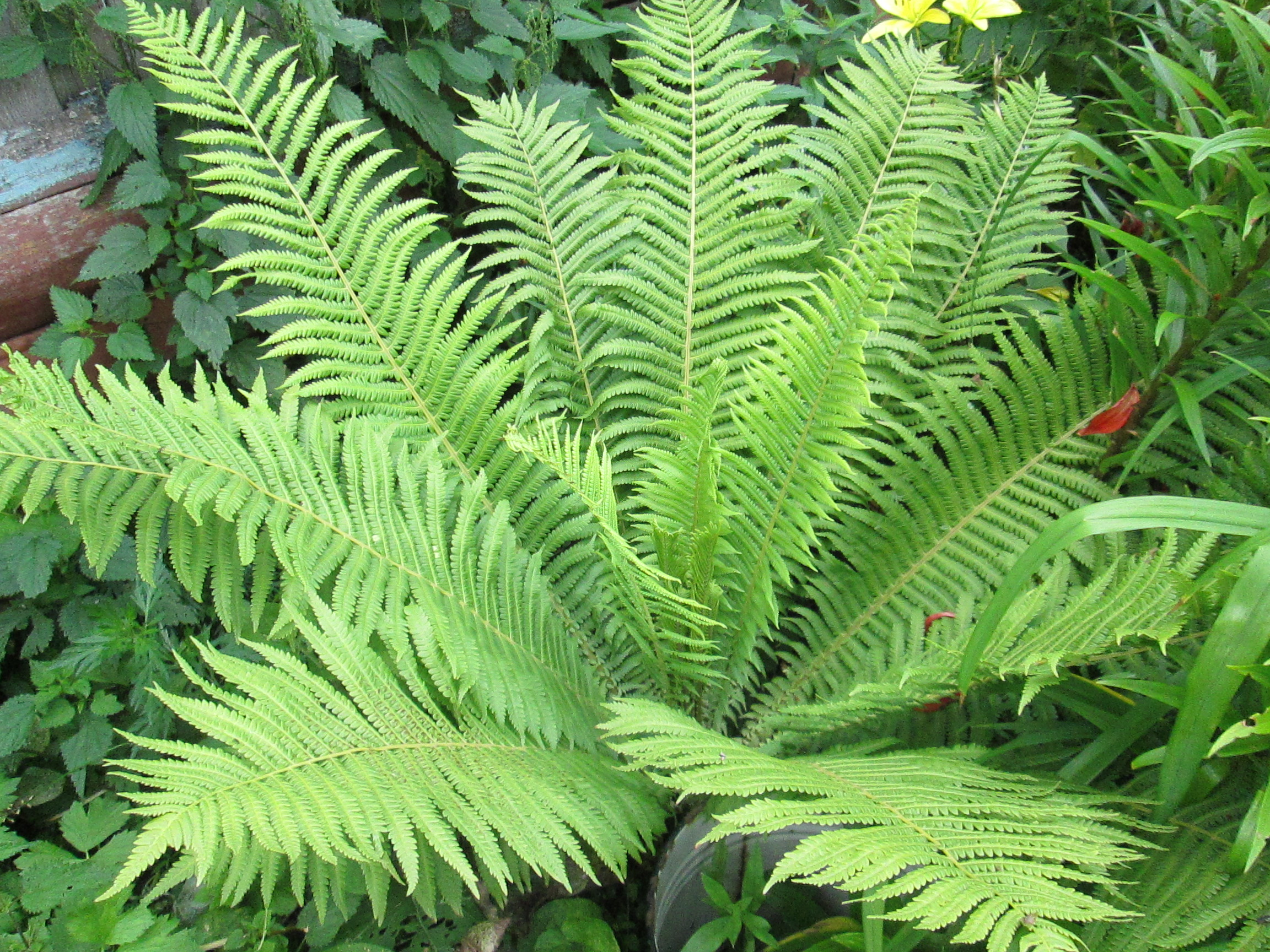
Общий вид папоротника

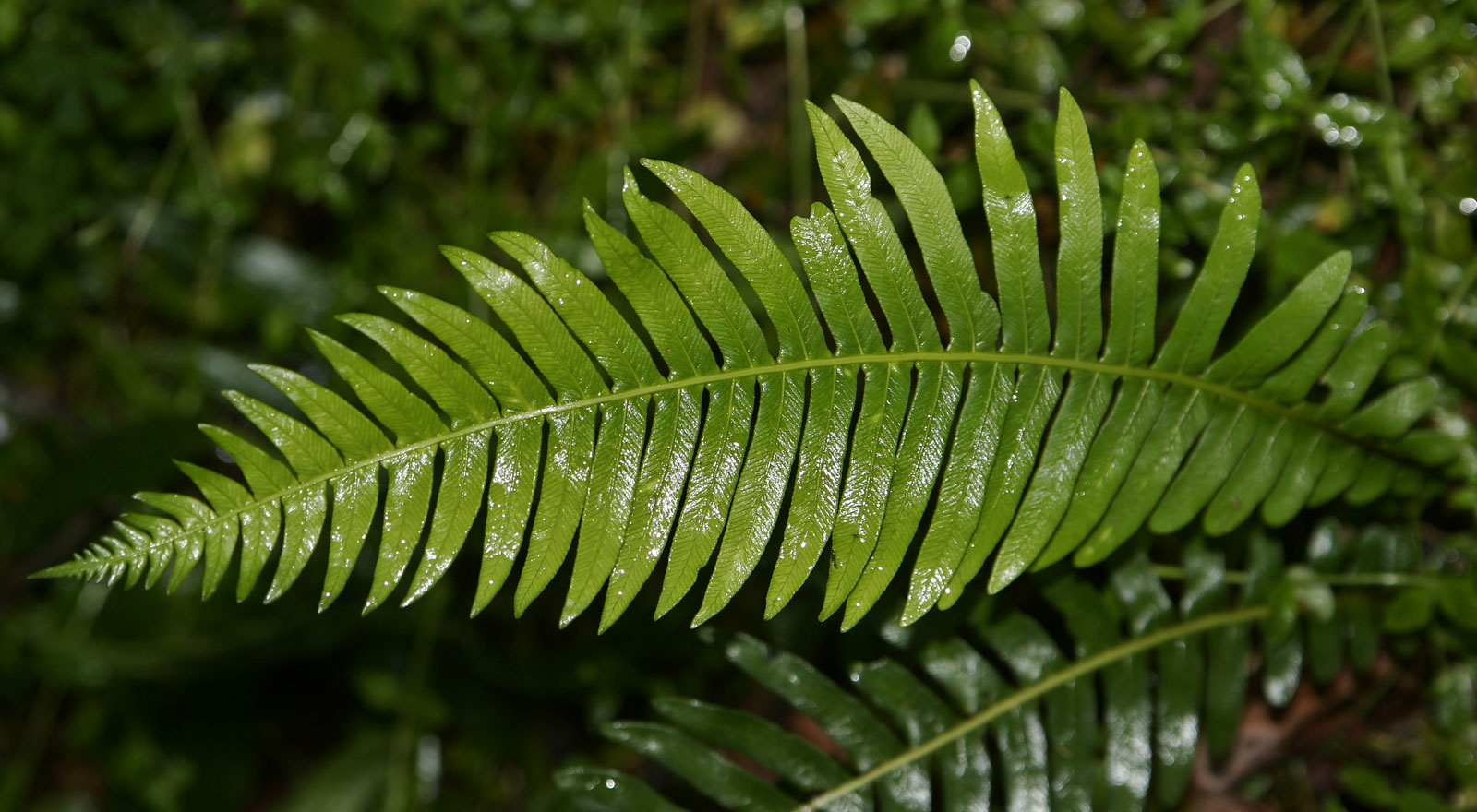
Лист папоротника — вайя

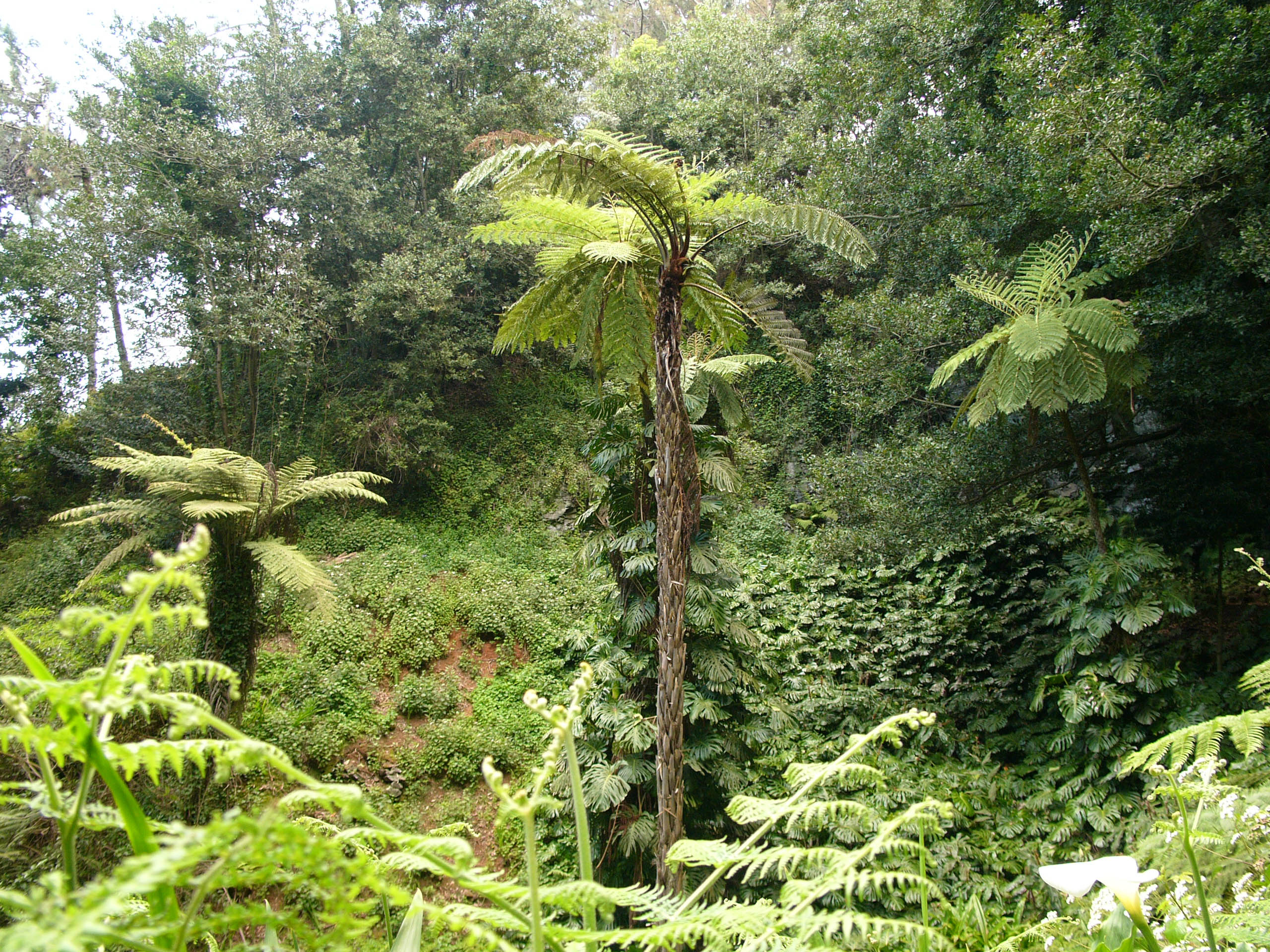
Древовидный папоротник —

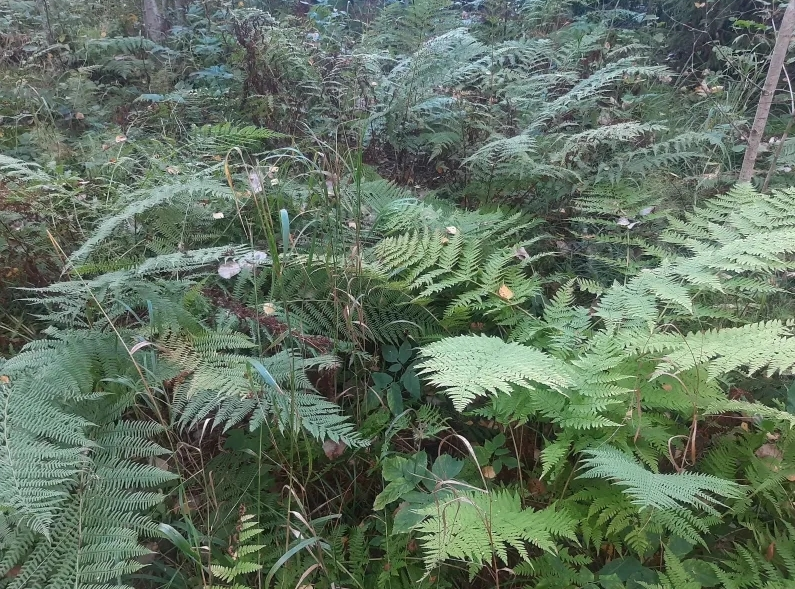
Папоротники в карельском лесу

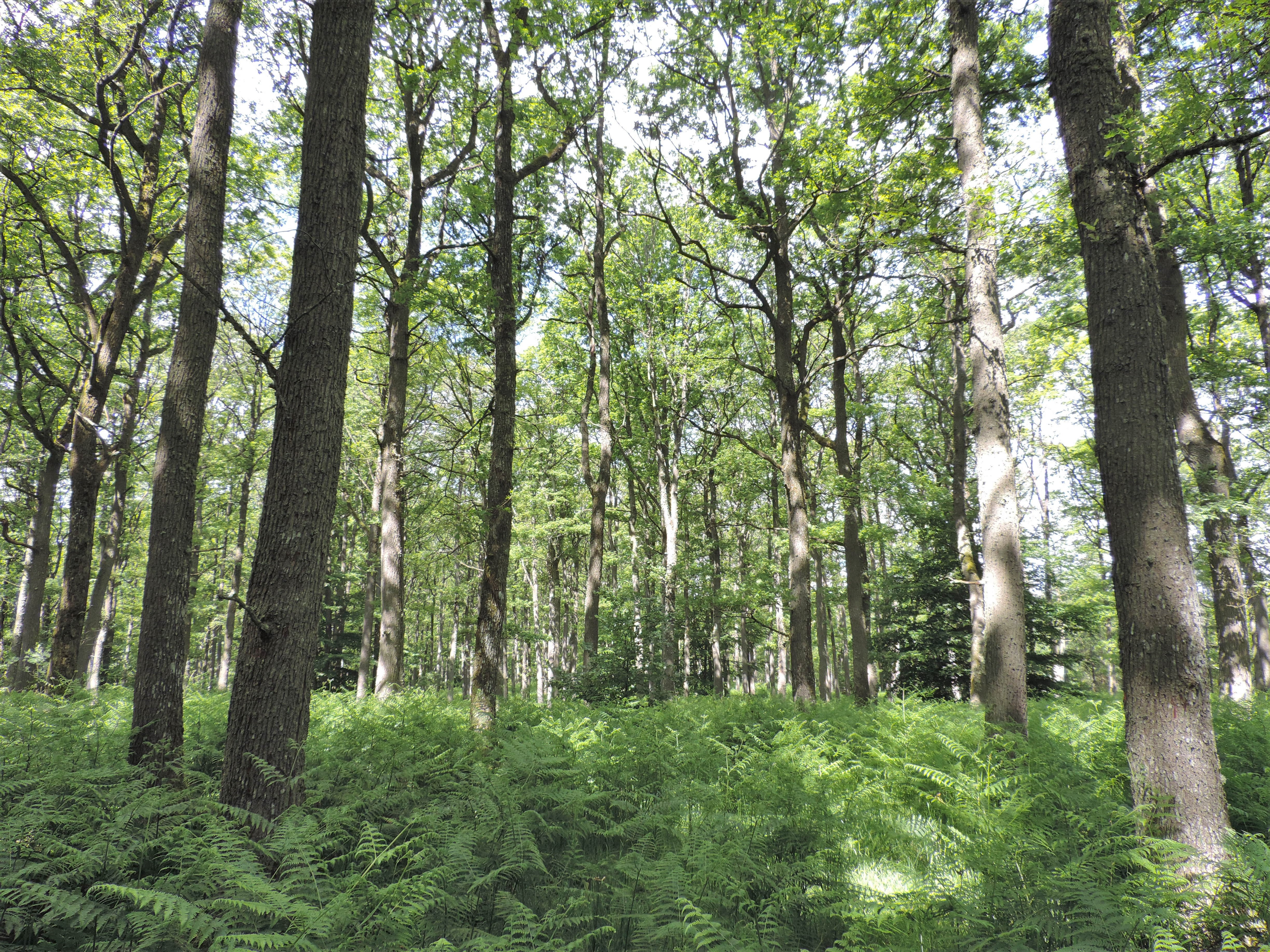
Папоротник орляк занимает иногда очень большие площади

Среди папоротников встречаются как травянистые, так и древесные формы жизни.
Тело папоротника состоит из листовых пластинок, черешка, видоизменённого побега и корней (вегетативного и придаточного). Листовидные органы папоротника называются «вайями».
В лесах умеренной зоны обычно папоротники имеют короткий стебель, представляющий собой корневище, находящееся в почве. В стебле хорошо развита проводящая ткань, между пучками которой располагаются клетки основной — паренхимной ткани.
Вайи развёртываются над поверхностью почвы, вырастая из почек корневища. Эти органы обладают верхушечным ростом и могут достигать больших размеров; обычно они служат для выполнения двух функций — фотосинтеза и спорообразования. Спорангии размещаются на нижней поверхности вайи, в них развиваются гаплоидные споры.

## Жизненный цикл
В жизненном цикле папоротника чередуется бесполое и половое поколение — спорофит и гаметофит. Преобладает фаза спорофита.
На нижней части листа раскрывается спорангий, споры оседают на земле, прорастает спора, появляется заросток с гаметами, происходит оплодотворение, после чего появляется молодое растение.
У самых примитивных папоротников (ужовниковые) спорангии имеют многослойную стенку и не несут особых приспособлений для раскрывания. У более продвинутых папоротников спорангий имеет однослойную стенку и приспособления к активному раскрыванию. Это приспособление имеет вид кольца. 
Уже среди примитивных папоротников прослеживается разноспоровость. У современных — небольшое число равноспоровых видов. Гаметофит равноспоровых обычно обоеполый. У примитивных он подземный и обязательно в симбиозе с грибами. У продвинутых гаметофиты надземные, зелёные и быстро созревающие. Они обычно имеют вид зелёной пластинки сердцевидной формы. Гаметофиты разноспоровых папоротников отличаются от равноспоровых (помимо своей раздельнополости) сильной редукцией, особенно мужского гаметофита. Женский гаметофит, потребляющий запасные питательные вещества у мегаспор, развит сильнее и имеет питательную ткань для будущего зародыша спорофита. При этом развитие таких гаметофитов происходит внутри оболочек мега- и микроспор.

## Классификация
Для классификации папоротников в разное время были предложены схемы, зачастую плохо согласовывавшиеся друг с другом. Современные исследования поддерживают более ранние классификации, основанные на морфологических данных. 
В то же время в 2006 году Аланом Смитом (англ. Alan R. Smith), ботаником-исследователем Калифорнийского университета в Беркли, и другими была предложена новая классификация, основанная, в дополнение к морфологическим данным, на недавних молекулярных систематических исследованиях. Эта схема делит папоротники на четыре класса:
1. Psilotopsida
2. Equisetopsida
3. Marattiopsida
4. Polypodiopsida

Последняя группа включает большинство растений, известных сегодня как папоротники.
Полная схема классификации, предложенная Смитом и другими в 2006 году, с учётом исправлений в части Cyatheaceae, предложенных в 2007 году группой Петры Корелл (англ. Petra Korall) и других:
- Класс Psilotopsida — Псилотовидные
  - Порядок Ophioglossales — Ужовниковые
    - Семейство Ophioglossaceae — Ужовниковые

  - Порядок Psilotales — Псилотовые
    - Семейство Psilotaceae — Псилотовые
- Класс Equisetopsida — Хвощовые
  - Порядок Equisetales — Хвощовые
    - Семейство Equisetaceae — Хвощовые
- Класс Marattiopsida
  - Порядок Marattiales — Мараттиевые
    - Семейство Marattiaceae
- Класс Pteridopsida — Папоротниковые
  - Порядок Osmundales — Чистоустовые
    - Семейство Osmundaceae — Чистоустовые

  - Порядок Hymenophyllales — Гименофилловые
    - Семейство Hymenophyllaceae — Гименофилловые

  - Порядок Gleicheniales
    - Семейство Gleicheniaceae
    - Семейство Dipteridaceae
    - Семейство Matoniaceae

  - Порядок Schizaeales
    - Семейство Lygodiaceae
    - Семейство Anemiaceae
    - Семейство Schizaeaceae

  - Порядок Salviniales — Сальвиниевые
    - Семейство Marsileaceae — Марсилиевые
    - Семейство Salviniaceae — Сальвиниевые

  - Порядок Cyatheales
    - Семейство Thyrsopteridaceae
    - Семейство Loxomataceae
    - Семейство Culcitaceae
    - Семейство Plagiogyriaceae — Плагиогириевые
    - Семейство Cibotiaceae
    - Семейство Cyatheaceae
    - Семейство Dicksoniaceae
    - Семейство Metaxyaceae

  - Порядок Polypodiales — Многоножковые
    - Семейство Lindsaeaceae
    - Семейство Saccolomataceae
    - Семейство Dennstaedtiaceae — Деннштедтиевые
    - Семейство Pteridaceae
    - Семейство Aspleniaceae — Костенцовые
    - Семейство Thelypteridaceae — Телиптерисовые
    - Семейство Woodsiaceae — Вудсиевые
    - Семейство Blechnaceae — Дербянковые
    - Семейство Onocleaceae — Оноклеевые
    - Семейство Dryopteridaceae — Щитовниковые
    - Семейство Oleandraceae
    - Семейство Davalliaceae
    - Семейство Polypodiaceae — Многоножковые

Классификация 2014 года отличается преимущественно укрупнением семейств:
- Подкласс Equisetidae Warm.
  - Порядок Equisetales DC.
    - Семейство Equisetaceae Michx.
- Подкласс Ophioglossidae Klinge
  - Порядок Ophioglossales Link
    - Семейство Ophioglossaceae Martinov

  - Порядок Psilotales Prantl
    - Семейство Psilotaceae J.W.Griff. & Henfr.
- Подкласс Marattiidae Klinge
  - Порядок Marattiales Link
    - Семейство Marattiaceae Kaulf., подсемейства Danaeoideae, Marattioideae
- Подкласс Polypodiidae Cronquist, Takht. & Zimmerm.
  - Порядок Osmundales Link
    - Семейство Osmundaceae Martinov

  - Порядок Hymenophyllales A.B.Frank
    - Семейство Hymenophyllaceae Mart.

  - Порядок Gleicheniales Schimp.
    - Семейство Gleicheniaceae C.Presl
    - Семейство Dipteridaceae Seward & E.Dale
    - Семейство Matoniaceae C.Presl

  - Порядок Schizaeales Schimp.
    - Семейство Schizaeaceae Kaulf., подсемейства Lygodioideae, Schizaeoideae, Anemioideae

  - Порядок Salviniales Bartl.
    - Семейство Marsileaceae Mirb.
    - Семейство Salviniaceae Martinov

  - Порядок Cyatheales A.B.Frank
    - Семейство Cyatheaceae Kaulf., подсемейства Thyrsopteridoideae, Loxsomatoideae, Culcitoideae, Plagiogyrioideae, Cibotioideae, Cyatheoideae, Dicksonioideae, Metaxyoideae

  - Порядок Polypodiales Link
    - Семейство Cystodiaceae J.R.Croft
    - Семейство Lonchitidaceae C.Presl
    - Семейство Lindsaeaceae C.Presl
    - Семейство Saccolomataceae Doweld
    - Семейство Dennstaedtiaceae Lotsy
    - Семейство Pteridaceae E.D.M.Kirschn., подсемейства Cryptogrammoideae, Ceratopteridoideae, Pteridoideae, Cheilanthoideae, Vittarioideae
    - Семейство Aspleniaceae Newman, подсемейства Cystopteridoideae, Rhachidosoroideae, Diplaziopsidoideae, Asplenioideae, Thelypteridoideae, Woodsioideae, Athyrioideae, Blechnoideae
    - Семейство Polypodiaceae J.Presl & C.Presl, подсемейства Didymochlaenoideae, Hypodematioideae, Dryopteridoideae, Lomariopsidoideae, Tectarioideae, Oleandroideae, Davallioideae, Polypodioideae (трибы Loxogrammeae, Drynarieae, Platycerieae, Microsoreae, Polypodieae)

В 2016 году международной группой ботаников-систематиков (Pteridophyte Phylogeny Group) предложена консенсусная классификация ныне существующих таксонов:
Класс Lycopodiopsida Bartl.
- Порядок Lycopodiales DC. ex Bercht. & J.Presl
  - Семейство Lycopodiaceae P.Beauv., подсемейства Lycopodielloideae, Lycopodioideae, Huperzioideae
- Порядок Isoetales Prantl
  - Семейство Isoetaceae Dumort.
- Порядок Selaginellales Prantl
  - Семейство Selaginellaceae Willk.

Класс Polypodiopsida Cronquist, Takht. & W.Zimm.
- Подкласс Equisetidae Warm.
  - Порядок Equisetales DC. ex Bercht. & J.Presl
    - Семейство Equisetaceae Michx. ex DC.
- Подкласс Ophioglossidae Klinge
  - Порядок Psilotales Prantl
    - Семейство Psilotaceae J.W.Griff. & Henfr.

  - Порядок Ophioglossales Link
    - Семейство Ophioglossaceae Martinov, подсемейства Helminthostachyoideae, Mankyuoideae, Ophioglossoideae, Botrychioideae
- Подкласс Marattiidae Klinge
  - Порядок Marattiales Link
    - Семейство Marattiaceae Kaulf.
- Подкласс Polypodiidae Cronquist, Takht. & W.Zimm.
  - Порядок Osmundales Link
    - Семейство Osmundaceae Martinov

  - Порядок Hymenophyllales A.B.Frank
    - Семейство Hymenophyllaceae Mart., подсемейства Trichomanoideae, Hymenophylloideae

  - Порядок Gleicheniales Schimp.
    - Семейство Matoniaceae C.Presl
    - Семейство Dipteridaceae Seward & E.Dale
    - Семейство Gleicheniaceae C.Presl

  - Порядок Schizaeales Schimp.
    - Семейство Lygodiaceae M.Roem.
    - Семейство Schizaeaceae Kaulf.
    - Семейство Anemiaceae Link

  - Порядок Salviniales Link
    - Семейство Salviniaceae Martinov
    - Семейство Marsileaceae Mirb.

  - Порядок Cyatheales A.B.Frank
    - Семейство Thyrsopteridaceae C.Presl
    - Семейство Loxsomataceae C.Presl
    - Семейство Culcitaceae Pic.Serm.
    - Семейство Plagiogyriaceae Bower
    - Семейство Cibotiaceae Korall
    - Семейство Metaxyaceae Pic.Serm.
    - Семейство Dicksoniaceae M.R.Schomb.
    - Семейство Cyatheaceae Kaulf.

  - Порядок Polypodiales Link
    - Подпорядок Saccolomatineae Hovenkamp
      - Семейство Saccolomataceae Doweld

    - Подпорядок Lindsaeineae Lehtonen & Tuomisto
      - Семейство Cystodiaceae J.R.Croft
      - Семейство Lonchitidaceae C.Presl
      - Семейство Lindsaeaceae C.Presl ex M.R.Schomb.

    - Подпорядок Pteridineae J.Prado & Schuettp.
      - Семейство Pteridaceae E.D.M.Kirschn., подсемейства Parkerioideae, Cryptogrammoideae, Pteridoideae, Vittarioideae, Cheilanthoideae

    - Подпорядок Dennstaedtiineae Schwartsb. & Hovenkamp
      - Семейство Dennstaedtiaceae Lotsy

    - Подпорядок Aspleniineae H.Schneid. & C.J.Rothf.
      - Семейство Cystopteridaceae Shmakov
      - Семейство Rhachidosoraceae X.C.Zhang
      - Семейство Diplaziopsidaceae X.C.Zhang & Christenh.
      - Семейство Desmophlebiaceae Mynssen, A.Vasco, Sylvestre, R.C.Moran & Rouhan
      - Семейство Hemidictyaceae Christenh. & H.Schneid.
      - Семейство Aspleniaceae Newman
      - Семейство Woodsiaceae Herter
      - Семейство Onocleaceae Pic.Serm.
      - Семейство Blechnaceae Newman, подсемейства Stenochlaenoideae, Woodwardioideae, Blechnoideae
      - Семейство Athyriaceae Alston
      - Семейство Thelypteridaceae Ching ex Pic.Serm., подсемейства Phegopteridoideae, Thelypteridoideae

    - Подпорядок Polypodiineae Dumort.
      - Семейство Didymochlaenaceae Ching ex Li Bing Zhang & Liang Zhang
      - Семейство Hypodematiaceae Ching
      - Семейство Dryopteridaceae Herter, подсемейства Polybotryoideae, Elaphoglossoideae, Dryopteridoideae
      - Семейство Nephrolepidaceae Pic.Serm.
      - Семейство Lomariopsidaceae Alston
      - Семейство Tectariaceae Panigrahi
      - Семейство Oleandraceae Ching ex Pic.Serm.
      - Семейство Davalliaceae M.R.Schomb.
      - Семейство Polypodiaceae J.Presl & C.Presl, подсемейства Loxogrammoideae, Platycerioideae, Drynarioideae, Microsoroideae, Polypodioideae

## Хозяйственное значение

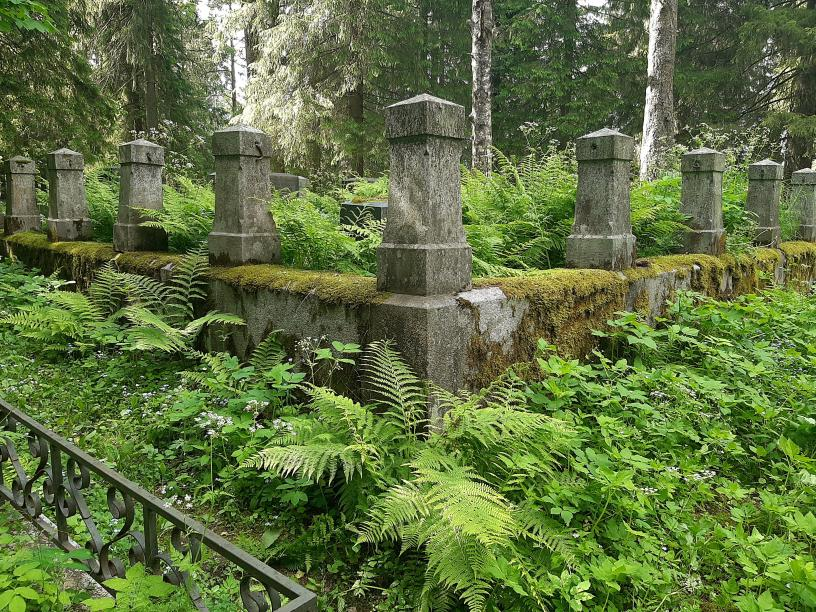
Папоротники на захоронении в Сортавале

Экономическое значение папоротников не так велико по сравнению с семенными растениями.
Пищевое применение имеют такие виды, как Орляк обыкновенный (Pteridium aquilinum), Страусник обыкновенный (Matteuccia struthiopteris), Осмунда коричная (Osmunda cinnamomea) и другие.
Некоторые виды папоротников ядовиты. Наиболее токсичными из произрастающих в России папоротников являются представители рода Щитовник (Dryopteris), корневища которого содержат производные флороглюцина. Экстракты из щитовника обладают антигельминтным действием и используются в медицине. Ядовитыми являются и некоторые представители родов Кочедыжник (Athyrium) и Страусник (Matteuccia).
Некоторые папоротники (нефролепис, костенец, птерис и другие) с XIX века используются как комнатные растения.
Вайи некоторых щитовников (например, Dryopteris intermedia) широко используются как зелёный компонент флористических композиций. Орхидеи часто выращивают в особом «торфе» из густо переплетённых тонких корней чистоуста.
Стволы древовидных папоротников служат в тропиках строительным материалом, а на Гавайях их крахмалистую сердцевину используют в пищу.

## Папоротник в геологии
Предположительно, папоротники могли принимать широкое участие в образовании ископаемых углей, — при их погребении наносами и отсутствии доступа кислорода. Отпечатки древних папоротников нередки в угольных пластах. Таким образом, папоротники включены в глобальный кругооборот органики и, в частности, в кругооборот углерода планеты Земля. Горные породы, слагаемые папоротниками, носят название «биолитов» («камни биологического происхождения»), они же — горючие ископаемые.

## Папоротник в культуре

### В мифологии

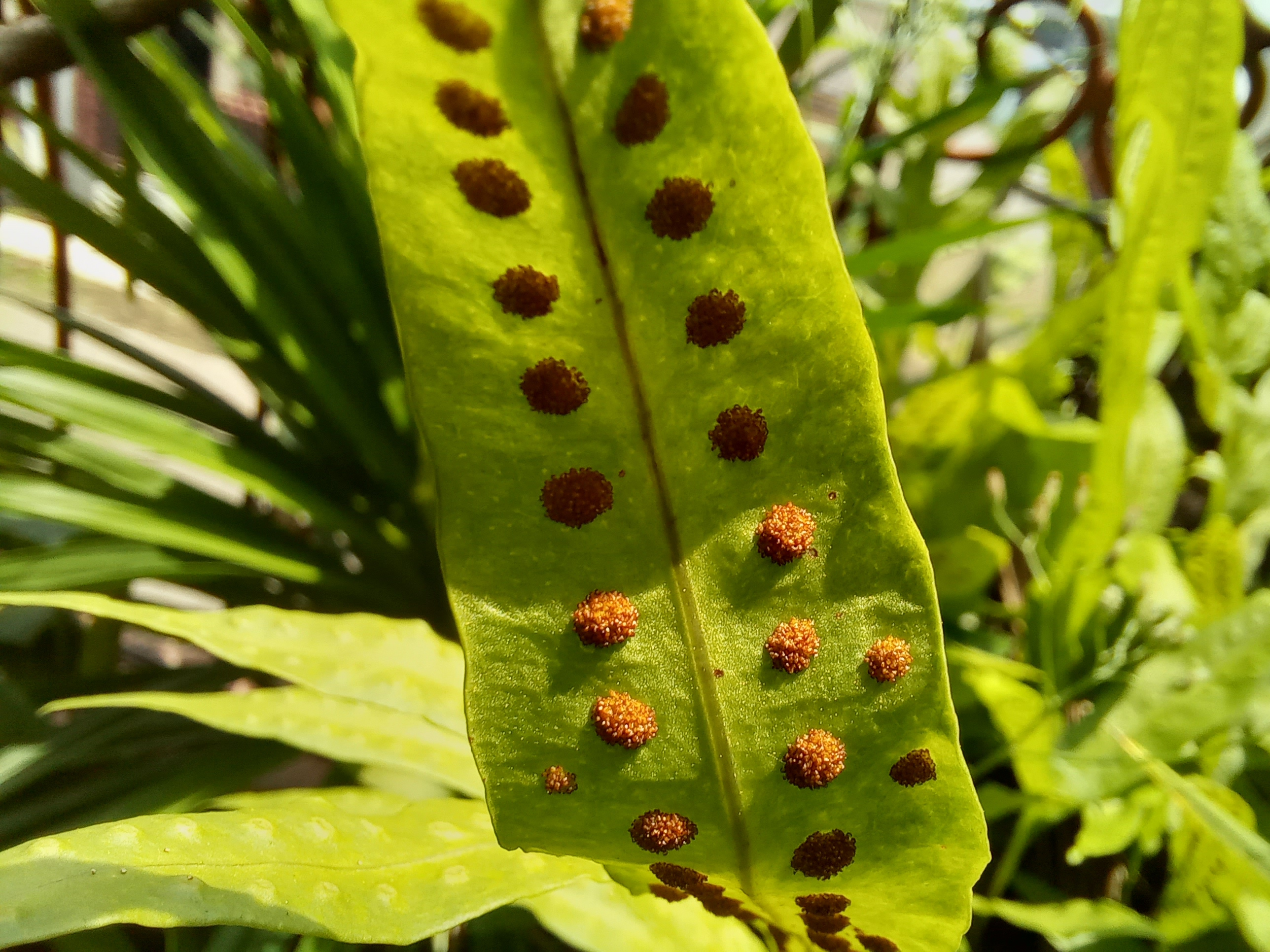
Спорангий Microsorum scolopendria на нижней стороне листа

В славянской мифологии цветок папоротника наделялся магическими свойствами, хотя на самом деле папоротники не цветут.

### В кинематографе
Существует телесериал российского производства «Пока цветёт папоротник».

### В изобразительном искусстве и фотографии
«Алиса Лидделл и папоротник» — постановочная фотография Льюиса Кэрролла 1860 года.